# Очёрское городское поселение
Очёрское городско́е поселе́ние — муниципальное образование в Очёрском районе Пермского края Российской Федерации.
Административный центр — город Очёр.

## История
Статус и границы городского поселения установлены Законом Пермской области от 10 ноября 2004 года № 1729-352 «Об утверждении границ и о наделении статусом муниципальных образований Очерского района Пермской области»

## Население
| 2010    | 2012    | 2013    | 2014    | 2015    | 2016    | 2017    |
| ------- | ------- | ------- | ------- | ------- | ------- | ------- |
| 14 238  | ↘14 188 | ↘14 088 | ↘14 051 | ↗14 091 | ↗14 151 | ↗14 240 |
| 2018    | 2019    |         |         |         |         |         |
| ↘14 226 | ↗14 237 |         |         |         |         |         |

## Состав городского поселения
| № | Населённый пункт | Тип населённого пункта        | Население |
| - | ---------------- | ----------------------------- | --------- |
| 1 | Очёр             | город, административный центр | ↘14 294   |